# South Rauceby
South Rauceby est une paroisse civile et un village du Lincolnshire, en Angleterre.

## Géographie
Le village se trouve dans le district du North Kesteven, à 3 km à l'ouest de Sleaford, chef lieu du district. Ce district se trouve dans la région historique des Parts of Kesteven, une des trois Parts of Lincolnshire.
Le village de North Rauceby se trouve à moins d'un kilomètre au nord et dispose de sa propre paroisse civile.

## Transports
L'autoroute A153 se trouve à moins d'un kilomètre au sud du village et est accessible via une sortie. À proximité de la sortie d'autoroute se trouve la gare de Rauceby (en) ainsi que l'hôpital Rauceby (en), un ancien hôpital psychiatrique situé sur le territoire de Quarrington (dans la paroisse de Sleaford).

## Démographie
Au recensement de 2021, la population de la paroisse était de 353 habitants ; elle est donc stable depuis le recensement de 2011, où elle était de 367 habitants.

## Population et société
Le village comporte une auberge restaurant, The Bustard Inn, datant du XIXe siècle ; en 2021 elle a obtenu la récompense Good Food Award décernée par le magazine Lincolnshire Pride,.

## Monuments
South Rauceby comporte de nombreux bâtiments anciens, qui sont tous des monuments classés de grade II ; c'est le cas par exemple de la Corner House, qui date du XVIe siècle, de l'ancienne école qui date du XVIIIe siècle et d'une ancienne grange de la même période, de l'ancien moulin qui date du XIXe siècle, de l'auberge du village The Bustard Inn qui date de la même période et de plusieurs maisons non nommées datant des XVIIe et XVIIIe siècles,. 
Un kiosque téléphonique datant de 1935 se trouve aussi dans le village.